# سعاد كفافي
سعاد كفافي (1928 - 2004) هي مؤسسة جامعة مصر للعلوم والتكنولوجيا، ورئيسة مجلس أمناء الجامعة، ورئيسة مجلس إدارة المعهد العالي للسياحة والفنادق والمعهد العالي للهندسة المعمارية وتكنولوجيا إدارة الأعمال، وإحدى رواد التعليم الخاص في مصر.

## سيرتها
ولدت الدكتورة سعاد كفافي عام 1928، أسست جامعة مصر للعلوم والتكنولوجيا عـام 1996 بمدينة السادس من أكتوبر بمصر. كما أسست معهدين للتعليم العالي في مدينة السادس من أكتوبر أيضًا، هما المعهد العالي للسياحة والفنادق الذي تأسس عام 1990، والمعهد العالي للهندسة المعمارية وإدارة الأعمال الذي تأسس عام 1993. وشغلت منصب رئيس مجلس أمناء جامعة مصر منذ تأسيسها حتى وفاتها.